# Дудек, Себастьян
Себастьян Дудек (пол. Sebastian Dudek; 19 января 1980, Жары, Польша) — польский футболист, полузащитник.
Профессиональную карьеру начал в 1998 году в составе «Промьена» из своего родного города. Затем выступал в различных польских клубах.
В сезоне 2011/12 вместе со «Шлёнском» стал чемпионом страны. В том же сезоне сыграл в Лиге Европы, забив один мяч — в ворота «Данди Юнайтед».
В сезоне 2013/14 стал обладателем Кубка Польши вместе с «Завишей».